# Isländische Staatskirche

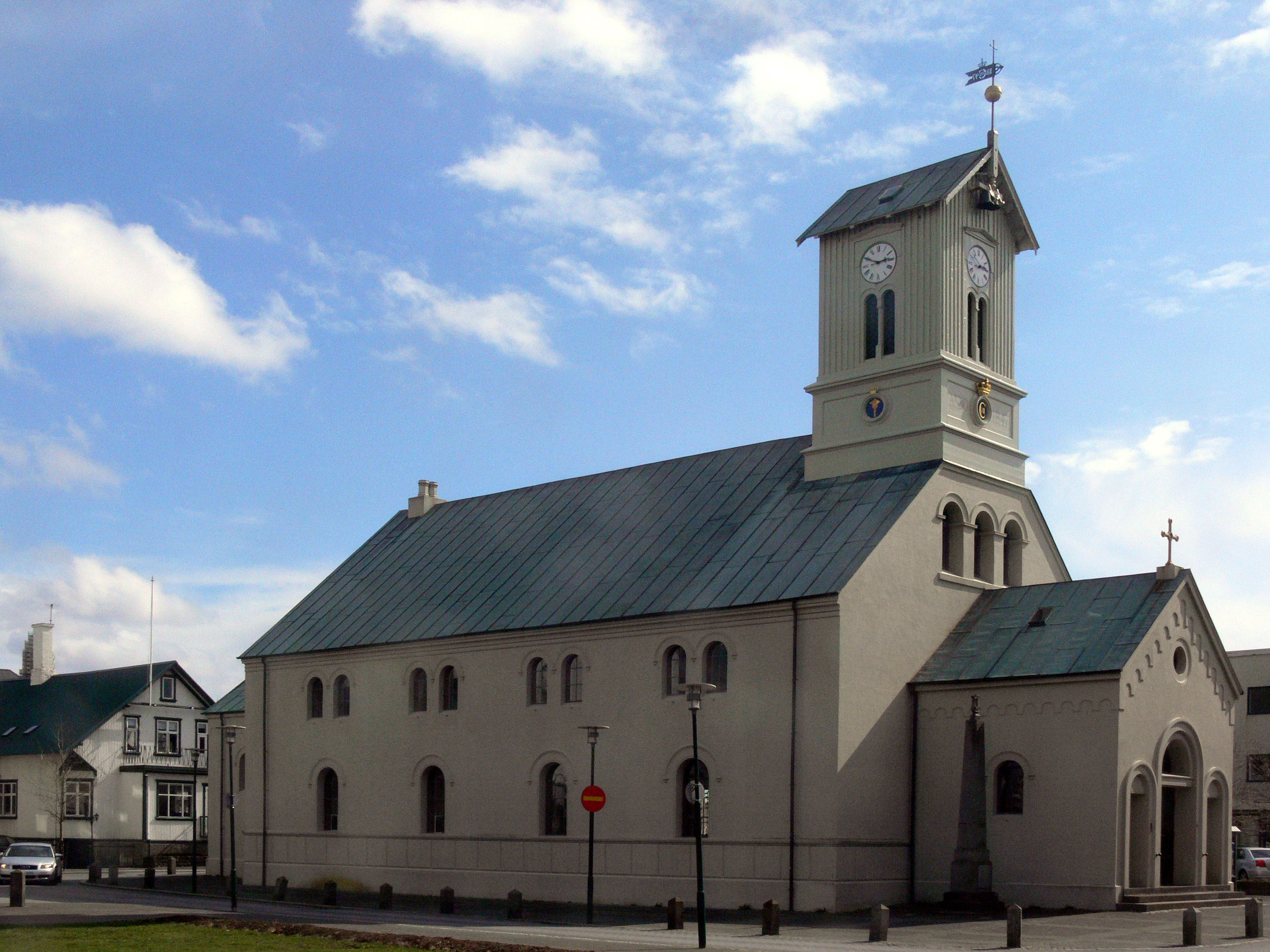
Dom zu Reykjavik (2009)

Die Isländische Staatskirche, isländisch Íslenska þjóðkirkjan („Isländische Volkskirche“), ist eine evangelisch-lutherische Kirche. An ihrer Spitze steht der Bischof von Island, seit 2024 Guðrún Karls Helgudóttir, davor als erste Frau Agnes M. Sigurðardóttir.

## Geschichte
Nach der Christianisierung Islands um das Jahr 1000 gab es die beiden Bischofssitze Skálholt (seit 1056) und Hólar (seit 1106), die zunächst wie Skandinavien dem Erzbistum Bremen, ab 1104 dem Erzbistum Lund und schließlich dem Erzbistum Nidaros unterstanden. In der Reformation wurden diese Bistümer von Rom gelöst und die lutherische Lehre eingeführt. Schon 1536 hatte Christian III. von Dänemark und Norwegen dabei die evangelisch-lutherische Religion für Dänemark, Norwegen und die Färöer durchgesetzt. 1800 wurde der Bischofssitz in Hólar aufgelöst und der von Skálholt nach Reykjavík verlegt. Erster Bischof von ganz Island wurde Geir Vídalín. Die Verfassung von 1874 gewährte die vollständige Religionsfreiheit in Island. Sie bestätigte aber die evangelisch-lutherische Kirche als Staatskirche. Die größte Kirche Islands, die Hallgrímskirkja, wurde zwischen 1929 und 1986 in Reykjavík errichtet.

## Organisation

### Staatskirche
Art. 62 der Verfassung der Republik Island lautet:
(1) Die Evangelisch-lutherische Kirche ist Volkskirche und wird als solche vom Staat unterstützt und geschützt.
(2) Diese Bestimmung kann durch Gesetz geändert werden.
Der Kirche gehören mit 227.259 Kirchenmitgliedern rund 58,6 % aller Isländer an (Stand 2023).

### Kirchenversammlung und Kirchenrat
Am 1. Januar 1998 trat ein neues Gesetz in Kraft, das den Status der Evangelisch-Lutherischen Kirche von Island und ihre Beziehungen zur Regierung regelt. Die jährliche Kirchenversammlung (Kirkjuþing) ist nun die höchste gesetzgebende Instanz der Kirche und erlässt die meisten Kirchengesetze, die zuvor vom Alþing erlassen wurden. Das Kirkjuþing hat 29 gewählte Vertreter, 12 Ordinierte und 17 Laien, sowie einen Laienpräsidenten.
Das höchste Exekutivorgan ist der Kirchenrat (Kirkjuráð) dem zwei Geistliche und zwei Laien angehören, die vom Kirkjuþing gewählt werden und dem der Bischof von Island vorsteht. Das Büro des Bischofs im Kirchenhaus in Reykjavík dient auch als Büro des Kirkjuráð. Neben Finanz- und Personalangelegenheiten verfügt es über Abteilungen für Bildung und Diakonie, ökumenische Angelegenheiten, Kirche und Gesellschaft sowie Kommunikation. Auch der Verlag der Kirche ist im Kirchenhaus untergebracht.

### Bischöfe und Synode
Nach der Reformation behielt die isländische Kirche die beiden traditionellen Diözesen Skálholt und Hólar bei, bis sie 1801 zu einem einzigen Bistum vereinigt wurden. Der Bischof von Island hat seinen Sitz in Reykjavík, wo sich auch die Kathedrale und der Bischofssitz befinden. Neue Bischöfe wurden traditionell von dänischen Bischöfen ordiniert, bis 1908 der scheidende Bischof angesichts der wachsenden Forderungen nach Unabhängigkeit von Dänemark seinen eigenen Nachfolger ordinierte.
Im Jahr 1909 wurden durch die Wiederbelebung der alten Bischofssitze Skálholt und Hólar zwei Hilfs- oder Suffraganbistümer (vígslubiskup) geschaffen. Obwohl sie keine Diözesanbischöfe sind, sind sie für die Kathedralen ihrer Bezirke und den Aufbau dieser als Zentren für Studium und Spiritualität verantwortlich. Im Jahr 1990 wurde ein neues Gesetz verabschiedet, das den Weihbischöfen eine größere Verantwortung als Assistenten des isländischen Bischofs in pastoralen Angelegenheiten zuweist; gemeinsam bilden die drei Bischöfe den Bischofsrat.
Jährlich beruft der Bischof von Island alle Pfarrer und Theologen der Kirche zur Pastoralsynode ein, um die Angelegenheiten der Kirche und der Gesellschaft zu besprechen. Die Synode hat ein Mitspracherecht in allen theologischen und liturgischen Fragen, die vom Bischof und dem Kirkjuþing entschieden werden.

### Lokale Kirchengemeinden
Landesweit gibt es etwa 300 lutherische Kirchengemeinden. Jede Gemeinde ist eine finanziell unabhängige Einheit, die für den Bau und die Instandhaltung ihrer Kirchengebäude sowie für die gesamte Gemeindearbeit verantwortlich ist. Neben den Gottesdiensten umfasst die Gemeindearbeit ein breites Spektrum an pädagogischen und diakonischen Aktivitäten sowie Kinder- und Jugendarbeit. In ländlichen Gebieten können mehrere Pfarreien von demselben Pfarrer betreut werden. 

### Mitgliedschaften
Die Evangelisch-Lutherischen Kirche von Island ist Mitglied im Lutherischen Weltbund und der Gemeinschaft Evangelischer Kirchen in Europa und steht durch das Porvoo-Abkommen in Kirchengemeinschaft mit der Church of England sowie anderen anglikanischen und lutherischen Kirchen. Dies ermöglicht einen gegenseitigen Austausch von Geistlichen. Sie hat einen Überschuss an Theologen. 

### Ordination von Frauen
Die Ordination von Frauen wird seit 1947 praktiziert. Die kirchliche Trauung gleichgeschlechtlicher Paare ist seit 2010 möglich, soweit der Ortspfarrer einverstanden ist.

## Oberhäupter der Isländischen Staatskirche
- 1801–1823: Geir Vídalín
- 1824–1845: Steingrímur Jónsson
- 1846–1866: Helgi G. Thordersen
- 1866–1889: Pétur Pétursson
- 1889–1908: Hallgrímur Sveinsson
- 1908–1916: Þórhallur Bjarnason
- 1917–1939: Jón Helgason
- 1939–1953: Sigurgeir Sigurðsson
- 1954–1959: Ásmundur Guðmundsson
- 1959–1981: Sigurbjörn Einarsson
- 1981–1989: Pétur Sigurgeirsson
- 1989–1997: Ólafur Skúlason
- 1998–2012: Karl Sigurbjörnsson
- 2012–2024: Agnes M. Sigurðardóttir
- ab Sept. 2024: Guðrún Karls Helgudóttir